# Kedla
Kedla è una suddivisione dell'India, classificata come census town, di 17.588 abitanti, situata nel distretto di Hazaribag, nello stato federato del Jharkhand. In base al numero di abitanti la città rientra nella classe IV (da 10.000 a 19.999 persone).

## Geografia fisica
La città è situata a 23° 47' 24 N e 85° 35' 17 E.

## Società

### Evoluzione demografica
Al censimento del 2001 la popolazione di Kedla assommava a 17.588 persone, delle quali 9.605 maschi e 7.983 femmine. I bambini di età inferiore o uguale ai sei anni assommavano a 2.583, dei quali 1.335 maschi e 1.248 femmine. Infine, coloro che erano in grado di saper almeno leggere e scrivere erano 10.870, dei quali 6.922 maschi e 3.948 femmine.